# Teokrati
Teokrati betyder "Gudsvälde", och är ett statsskick där Gudomen anses inneha den högsta makten och där den eller de styrande har sin makt från denne eller är dennes ställföreträdare.
Teokrati används således även som synonym till hierokrati, de statsskick där den yttersta politiska makten ligger hos prästerna genom att dessa fungerar som ställföreträdare för Gud (eller dylikt) och inte på något sätt svarar inför folket. Påven och den katolska kyrkan hade av och till en sådan makt i Europa under medeltiden. Prästerna kan även kontrollera domstolarna. I sådana fall utgår lagstiftningen från religionen ifråga och tolkningen av de heliga skrifterna har stort inflytande vid rättskipning. Exempel på detta är Iran efter den islamiska revolutionen 1979.
Det finns ett antal rörelser som har teokrati som slutmål. Enligt exempelvis kristna föreställningar ska ett Gudsvälde upprättas genom Jesu återkomst. Vissa tolkningar av de kristna lärorna ett teokratiskt ideal, Jehovas vittnen är ett exempel på detta. Även en del kristna räknar enligt Uppenbarelseboken med att en värld direkt styrd av Jesus kommer att upprättas (beror på tolkning av bokens texter). Jean Calvin sökte införa teokrati i Genève i mitten av 1500-talet. Rastafarianerna menar i regel att när konflikterna i Afrika upphört och endräkt och fred råder på denna kontinent kommer ett heligt rike under Jah att upprättas för alla afrikaner. Bahá'íernas människosyn innebär en tro på att en enad värld kommer att ge upphov till ett paradisiskt världssamhälle under Gud utan att han för den skull stiger ned på jorden. En anhängare kallas teokrat.